# Colin Clark (Filmemacher)
Colin McArthur Clark (* 9. Oktober 1932 in London; † 17. Dezember 2002 ebenda) war ein britischer Filmemacher und Schriftsteller.

## Leben und Karriere
Colin Clark wurde 1932 als Sohn des Kunsthistorikers Kenneth Clark und seiner ersten Frau Elizabeth Jane Martin im Londoner Stadtviertel Marylebone geboren. Hier wuchs er mit seiner Zwillingsschwester Colette und seinem vier Jahre älteren Bruder Alan Clark, einem konservativen Politiker und Militärhistoriker auf. Seine schulische Ausbildung erhielt er am Eton College und dem Christ Church in Oxford. Von 1951 bis 1953 diente er als Leutnant in der Royal Air Force. 
1956 war Colin Clarks erste feste Arbeit nach Verlassen der Universität die als Regieassistent von Sir Laurence Olivier in dessen Komödie Der Prinz und die Tänzerin mit Laurence Olivier und Marilyn Monroe in den Hauptrollen. Während der Dreharbeiten kam es zwischen der frisch mit dem Dramatiker Arthur Miller verheirateten Marilyn Monroe und Colin Clark zu einer harmlosen Liebesbeziehung. Colin Clark verarbeitete diese Zeit später in zwei Büchern mit den Titeln The Prince, the Showgirl and Me und My Week With Marilyn. 2011 wurden sie in dem Filmdrama My Week with Marilyn verfilmt mit Michelle Williams als Marilyn Monroe, Kenneth Branagh als Laurence Olivier und Eddie Redmayne als Colin Clark in den Hauptrollen.
Clark arbeitete in der Folge weiterhin für Laurence Oliver in den Theaterstücken The Entertainer, Titus Andronicus und einigen weiteren Bühnenproduktionen. Er arbeitete später als Assistent für Denis Forman bei Granada Television in Manchester. 1960 ging Colin Clark nach New York, wo er Anteil am Aufbau von Bildungsfernsehen bei Channel 13 in New Jersey hatte mit dem Ziel, Kunst und Kultur in der Region New York anzubieten. Er war verantwortlich für die Dokumentarserie Art: New York und zeichnete Livekonzerte von Thelonious Monk und Sonny Rollins auf.
1965 zog Clark wieder nach Großbritannien, um für Associated TeleVision Dokumentarfilme und Serien mit Angus Wilson und Bernard Levin zu produzieren. Unter seiner Regie entstand eine Kunstdokumentarfilmreihe, die sein Vater Kenneth Clark präsentierte. 1971 verließ Colin Clark ATV, um als unabhängiger Filmemacher zu arbeiten. Er machte weiterhin Dokumentarfilme mit kulturellem Hintergrund für verschiedene kommerzielle Auftraggeber und auch für das Getty Museum. 1987 zog sich Colin Clark aus dem Bereich Dokumentarfilme zurück und widmete sich der Schriftstellerei.
Colin Clark war nach zwei Scheidungen – darunter die Ehe mit der französischen Ballerina Violette Verdy – seit 1984 in dritter Ehe mit Helena Siu Kwan verheiratet. Im Dezember 2002 starb er im Alter von 70 Jahren in seiner Heimatstadt London.

## Bibliografie
- Clark, Colin (1995): The prince, the showgirl and me: the Colin Clark Diaries. London: HarperCollins
- Clark, Colin (1997): Younger brother, younger son: A memoir. London: HarperCollins
- Clark, Colin (2000): My week with Marilyn. London: HarperCollins

| Personendaten    | Personendaten                              |
| ---------------- | ------------------------------------------ |
| NAME             | Clark, Colin                               |
| ALTERNATIVNAMEN  | Clark, Colin McArthur (vollständiger Name) |
| KURZBESCHREIBUNG | britischer Filmemacher und Schriftsteller  |
| GEBURTSDATUM     | 9. Oktober 1932                            |
| GEBURTSORT       | London                                     |
| STERBEDATUM      | 17. Dezember 2002                          |
| STERBEORT        | London                                     |